# Українська кіноакадемія
50°26′35″ пн. ш. 30°29′31″ сх. д. / 50.4431235° пн. ш. 30.4919951° сх. д.
Українська кіноакадемія (англ. Ukrainian Film Academy, UFA) — українське об'єднання експертів і професіоналів у галузі кіно та кіновиробництва, засноване 2017 року з метою підтримки та розвитку сучасного українського кінематографа. З 2017 року Українська кіноакадемія проводить щорічне вручення Національної кінопремії Золота дзиґа.

## Засновники
Ініціатором, творцем і розпорядником академії та її премії став Одеський кінофестиваль. У 2017 році, під-час створення кіноакадемії усі керівні посади кіноакадемії зайняли керманичі ОМКФ: директор Кіноринку ОМКФ Анна Мачух стала виконавчим директором ГО «Українська кіноакадемія», PR-директор ОМКФ Катерина Звєздіна — PR-директором кіноакадемії, Ельміра Асадова — координатором кіноакадемії, президент ОМКФ Вікторія Тігіпко — Головою головного керівного органу кіноакадемії — Наглядової Ради. З 2018 року PR-директором кіноакадемії є PR-директор ОМКФ — Тетяна Власова, а з 2019-го координатором кіноакадемії — Ярослава Кіяшко.

## Історія
Вікторія Тігіпко, президент Української кіноакадемії та Одеського міжнародного кінофестивалю
Українська кіноакадемія створена як неприбуткова громадська організація 8 лютого 2017 року, про що було повідомлено 20 лютого цього ж року на прес-конференції для журналістів, проведеною ініціаторами, спонсорами та партнерами Кіноакадемії з нагоди її заснування та проведення Першої Національної Кінопремії. Заснування Кіноакадемії було ініційоване Одеським міжнародним кінофестивалем за підтримки Державного агентства України з питань кіно та Акціонерного товариства «ТАСКОМБАНК». Виконавчим директором Української кіноакадемії призначено директора Кіноринку ОМКФ Анну Мачух. 20 квітня відбулась церемонія вручення нагород Першої Національної кінопремії «Золота дзиґа».

## Мета та діяльність
Українська кіноакадемія була створена з метою популяризації українського кіно в Україні та за її межами, всебічної підтримки на розвиток національного кінематографа шляхом:
- організації та проведення заходів, під час яких експерти кіногалузі об'єктивно визначатимуть найкращі досягнення та персоналії в національному кінематографі. Одним з таких заходів є щорічна церемонія вручення національної кінопремії «Золота дзиґа» за видатні досягнення в українському кінематографі;
- організації заходів задля ознайомлення кіноглядачів з новинками українського кіно;
- фінансової підтримки освітніх кінопрограм.

## Членство в кіноакадемії
Членство в кіноакадемії, згідно з її статутом, засноване на принципі добровільності та є індивідуальним. До складу академії може увійти будь-яка людина, що відповідає вимогам однієї з чотирьох категорій:
- представники кіноіндустрії, які, починаючи з 1991 року, брали участь у створенні одного і більше повнометражних ігрових фільмів або трьох і більше короткометражних та/або документальних та/або анімаційних фільмів, трьох і більше ігрових оригінальних серіалів, що демонструвалися на національному телеканалі у якості авторів (сценаристи, режисери, оператори, художники-постановники чи композитори) та художника з гриму, художника з костюмів, звукорежисера, продюсера (в тому числі виконавчого продюсера), режисера монтажу. Також членство в Кіноакадемії може бути надано особам, які брали участь у створенні трьох і більше повнометражних фільмів у якості другого режисера, постпродакшн супервайзера, кастинг директора, постановника трюків, піротехніка, художника по світлу (гафера).
- для акторів діють наступні умови: участь в головній ролі в одному або більше повнометражних ігрових фільмах або трьох і більше короткометражних ігрових фільмах; участь в ролі другого плану в трьох і більше повнометражних ігрових фільмах або трьох і більше короткометражних ігрових фільмах, або трьох і більше ігрових оригінальних серіалах.
- діячі культури, мистецтва та кіноіндустрії, які зробили суттєвий внесок у розвиток та просування українського кінематографа (серед них дистриб'ютори, кінокритики та керівники міжнародних кінофестивалів та інші).
- меценати та спонсори вітчизняного кінематографа.

Прийом заявок на членство в кіноакадемії тривав з 20 лютого до 19 березня 2017 року. За результатами розгляду 343 заявок статус члена Української Кіноакадемії отримали 242 українських кінодіяча. Другий прийом заявок на членства в Кіноакадемії тривав з 27 квітня 2017 року до 15 січня 2018 року.
Станом на листопад 2019 року, склад Кіноакадемії налічує 392 українських кінопрофесіоналів. Станом на березень 2021 Кіноакадемія налічує 449 кінопрофесіоналів. Стати членами Української кіноакадемії можуть професіонали галузі та кінодіячі, шляхом подання заявки на членство, та після її затвердження Наглядовою Радою Української кіноакадемії.

## Органи управління Кіноакадемії
Органами управління Кіноакадемії є:
- Загальні збори членів — вищий керівний орган Кіноакадемії, у роботі якого мають право брати участь усі діючі члени Кіноакадемії.
- Виконавчий директор — головний керівник Української кіноакадемії, який керує щоденною роботою організації. Обирається Наглядовою радою кіноакадемії терміном на три роки.
- Наглядова рада — керівний орган Кіноакадемії, який здійснює контроль роботи Виконавчого директора Української кіноакадемії. Складається з п'яти осіб, троє з яких є постійними та обираються терміном на 20 років. Інші два члени Наглядової Ради обираються Загальними Зборами Кіноакадемії терміном на 2 роки. Члени Наглядової Ради можуть не являтися членами Кіноакадемії. Наглядова Рада очолюється Головою наглядової ради, який обирається з числа членів Наглядової Ради строком на 20 років. Першою головою Наглядової ради Української кіноакадемії на початку квітня 2017 було обрано бізнесмена Вікторію Тігіпко.[3]

Консультативно-дорадчим органом Кіноакадемії є Правління, яке складається з 15-ти членів, 12 з яких обираються Загальними зборами кіноакадемії та трьох назначає Наглядова рада Кіноакадемії. Правління Української національної кіноакадемії очолює Голова правління, який обирається рішенням правління з числа затверджених членів правління. Першим головою Правління Української кіноакадемії на початку квітня 2017 року став відомий український кінорежисер та актор Михайло Іллєнко, який обіймав цю посаду до листопада 2018 року. З жовтня 2018 року по жовтень 2020 року  Головою Правління Української кіноакадемії був український кінознавець Володимир Войтенко. В жовтні 2020 Головою Правління було обрано Пилипа Іллєнка.

### Правління Української кіноакадемії
У жовтні 2020 року було сформовано оновлені склади Правління та Наглядової Ради. Кіноакадеміки обирали 12 членів Правління та 2 змінних члени Наглядової Ради. За результатами голосування за кандидатів на членство в Наглядовій раді Української кіноакадемії найбільшу кількість голосів отримали Васянович Валентин Миколайович та Сергій Тримбач. Також було відібрано 12 членів до Правління Української кіноакадемії. Ще три кандидатури було висунуто Наглядовою радою. До нового складу Правління Української кіноакадемії увійшли:
- Бондарчук Роман Леонідович, режисер
- Буковська Анастасія Сергіївна, продюсерка
- Вітовська Ірма Григорівна, акторка
- Войтенко Володимир Миколайович, кінознавець
- Борденюк Сергій Григорович, кінооператор
- Дядюра Іванна Анатоліївна, продюсерка
- Зленко Сергій Олександрович
- Іванов Денис Віталійович, продюсер, демонстратор кіно
- Іллєнко Пилип Юрійович, продюсер
- Кофман Геннадій Леонідович, режисер
- Різоль Андрій Володимирович, продюсер
- Ряшин Владислав Віталійович, продюсер
- Савиченко Ігор Олександрович, продюсер
- Сочивець Валерія Юріївна, продюсерка
- Яценко Володимир Вікторович, продюсер

## Логотип кіноакадемії
Концепцію логотипу Української кіноакадемії розробила маркетинг-команда Quadrate 28. При розробці логотипа, за його основу був узятий образ символу кіноакадемії — Золотої дзиґи, втілений відомим українським митцем Назаром Біликом.

## Матеріали
- Положення про Правління Української кіноакадемії [Архівовано 28 жовтня 2018 у Wayback Machine.] на сайті Бюро української кіножурналістики
- Положення про Наглядову раду Української кіноакадемії [Архівовано 28 жовтня 2018 у Wayback Machine.] на сайті Бюро української кіножурналістики
- Українська кіноакадемія оголосила новий склад Правління та Наглядової ради. Детектор медіа. 25 жовтня 2018. Архів оригіналу за 25 жовтня 2018.